# Ian Thomas McMillan

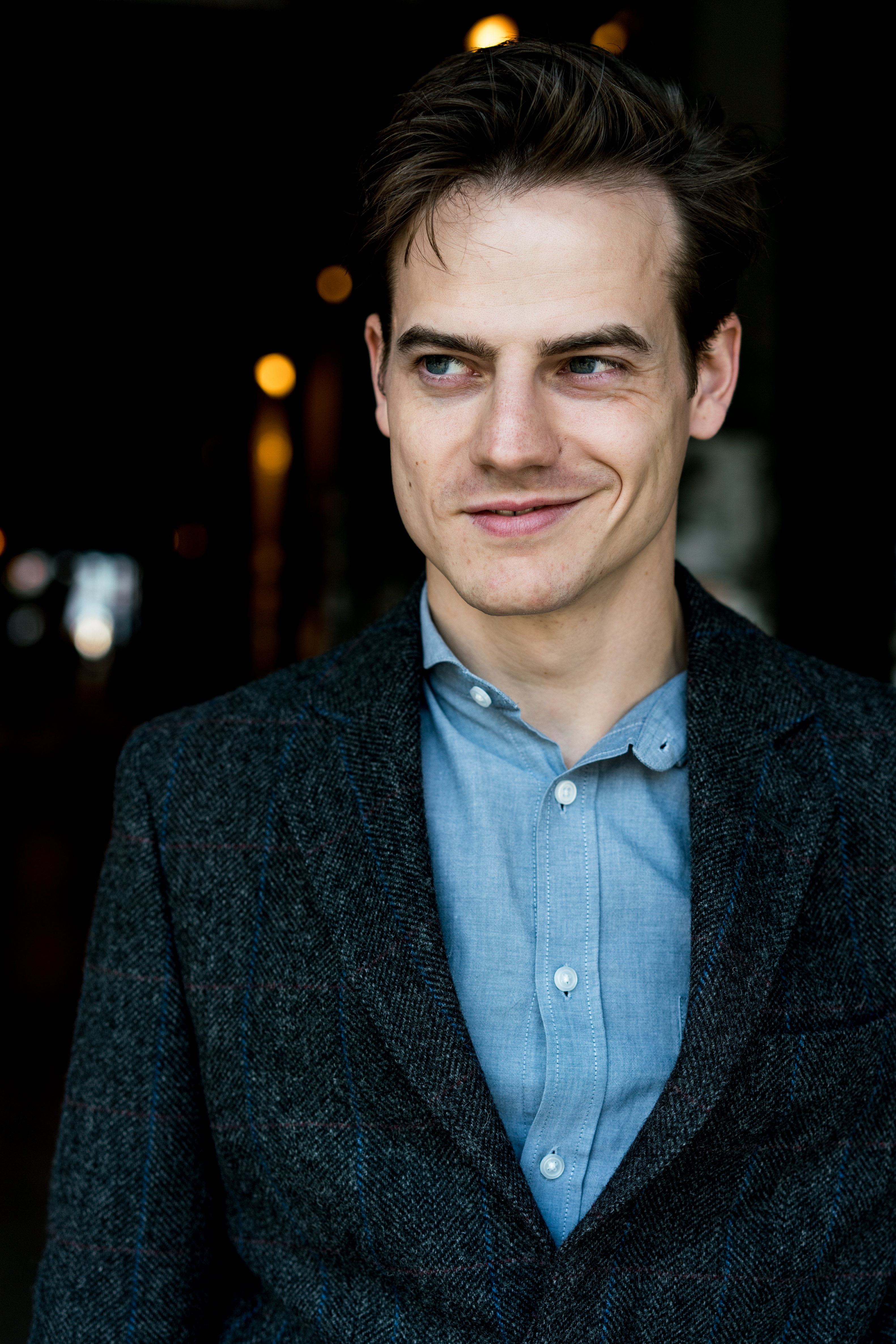
Ian Thomas McMillan (2019)

Ian Thomas McMillan (* 1988 in Augsburg) ist ein deutsch-britischer Schauspieler.

## Leben
Ian Thomas McMillan, als Sohn eines britischen Vaters und einer deutschen Mutter bilingual mit Deutsch und Englisch aufgewachsen, entdeckte im Alter von 14 Jahren sein Interesse am Schauspiel und machte seine ersten Bühnenerfahrungen im Jugendclub des Theaters Augsburg unter Leitung des Regisseurs Holger Seitz.
Sein Schauspielstudium absolvierte er von 2009 bis 2013 an der Hochschule für Musik und Theater in Hamburg, an der er bereits beim ersten Vorsprechen aufgenommen wurde. Während seines Studiums spielte er am Schauspielhaus Hamburg (2012, als Lysander in Ein Sommernachtstraum, Regie: Samuel Weiss), am St. Pauli Theater und auf Kampnagel.
Ab der Spielzeit 2013/14 war er bis zum Ende der Spielzeit 2018/19 festes Ensemblemitglied am Theater Koblenz, wo er in klassischen Schauspielproduktionen, aber auch im Kinder- und Jugendtheater, in Musicals und in Kooperationen mit der Ballett-Compagnie des Hauses auftrat. Zu seinen Hauptrollen am Theater Koblenz gehörten Harry Frommermann in  Comedian Harmonists (2014), Don Karlos (Spielzeit 2014/15), Leonce in Leonce und Lena (2015), Hamlet (Spielzeit 2016/17) und Kostja in Die Möwe (2017). 2019 trat er am Theater Koblenz unter der Regie von Tobias Wellemeyer in dem Gegenwartsdrama Moskitos der britischen Autorin Lucy Kirkwood auf.
McMillan stand auch für einige Film- und TV-Produktionen vor der Kamera. Im deutschen Fernsehen war er 2016 in der ZDF-Serie SOKO Köln als Sohn der Kriminalhauptkommissarin Nina Jacobs (Christina Plate) zu sehen. 2018 gab er in Head Full of Honey, dem englischsprachigen Remake von Til Schweigers Tragikomödie Honig im Kopf aus dem Jahr 2014, sein Kinodebüt und spielte an der Seite von Nick Nolte und Matt Dillon einen Tourette-Patienten mit einem ausgeprägten Hip-Hop-Tic. Seine erste TV-Hauptrolle hatte er als Dorfpolizist Eric Bolton in der Rosamunde-Pilcher-Verfilmung Stadt, Land, Kuss, die im Januar 2021 im ZDF in der „Herzkino“-Reihe des Senders erstausgestrahlt wurde.
Ian Thomas McMillan, der seit 2020 im Masterstudiengang Kultur- und Medienmanagement an der Hochschule für Musik und Theater studiert, lebt in Hamburg.

## Filmografie (Auswahl)
| Jahr | Tittel                           | Rolle            | Info                                     |
| ---- | -------------------------------- | ---------------- | ---------------------------------------- |
| 2013 | Synchronicity                    | junger Mann      | Kurzfilm                                 |
| 2014 | Auflösung                        | Simon            | Kurzfilm                                 |
| 2016 | SOKO Köln (Fernsehserie)         | Patrick Jacobs   | Folge 12x14, Nebenrolle                  |
| 2016 | Out of Orbit                     | Niclas           | Kurzfilm, Hauptrolle                     |
| 2018 | Head Full of Honey               | Tourette Patient |                                          |
| 2020 | Spuren                           | Theo             | Kurzfilm, Hauptrolle                     |
| 2021 | Rosamunde Pilcher (Filmreihe)    | Eric Bolton      | Folge 158, Stadt, Land, Kuss, Hauptrolle |
| 2022 | Unter uns (Fernsehserie)         | Wayne Kerr       | Nebenrolle, 1 Folge                      |
| 2022 | Mimosa                           | Hans Muster      | Kurzfilm, Gastrolle                      |
| TBA  | Die Spaltung Der Welt, 1939–1956 | Brian Hanley     | Folge 1–2, Postproduktion                |